# Кірпер (комуна)
Кірпер (рум. Chirpăr) — комуна у повіті Сібіу в Румунії. До складу комуни входять такі села (дані про населення за 2002 рік):
- Верд (348 осіб)
- Весеуд (161 особа)
- Кірпер (816 осіб) — адміністративний центр комуни
- Сесеуш (158 осіб)

Комуна розташована на відстані 200 км на північний захід від Бухареста, 37 км на схід від Сібіу, 124 км на південний схід від Клуж-Напоки, 82 км на захід від Брашова.

## Населення
За даними перепису населення 2002 року у комуні проживали 1483 особи.
Національний склад населення комуни:
| Національність | Кількість осіб | Відсоток |
| -------------- | -------------- | -------- |
| румуни         | 1123           | 75,7%    |
| цигани         | 292            | 19,7%    |
| німці          | 48             | 3,2%     |
| угорці         | 20             | 1,3%     |

Рідною мовою назвали:
| Мова      | Кількість осіб | Відсоток |
| --------- | -------------- | -------- |
| румунська | 1373           | 92,6%    |
| циганська | 58             | 3,9%     |
| німецька  | 38             | 2,6%     |
| угорська  | 13             | 0,9%     |
| сербська  | 1              | 0,1%     |

Склад населення комуни за віросповіданням:
| Релігія                                       | Кількість осіб | Відсоток |
| --------------------------------------------- | -------------- | -------- |
| православні                                   | 1399           | 94,3%    |
| лютерани (Синодально-пресвітеріанська церква) | 49             | 3,3%     |
| римо-католики                                 | 14             | 0,9%     |
| реформати                                     | 9              | 0,6%     |
| лютерани (Аугсбурзького сповідання)           | 4              | 0,3%     |
| старообрядці                                  | 3              | 0,2%     |
| лютерани                                      | 2              | 0,1%     |
| адвентисти                                    | 1              | 0,1%     |
| не вказали релігію                            | 1              | 0,1%     |